# Pico Buenos Aires
Pico Buenos Aires är en bergstopp i Antarktis. Den ligger i Östantarktis. Argentina och Storbritannien gör anspråk på området. Toppen på Pico Buenos Aires är 1 440 meter över havet.
Terrängen runt Pico Buenos Aires är platt. Trakten är obefolkad. Det finns inga samhällen i närheten.